# Siren Song of the Counter Culture
Siren Song of the Counter Culture — третий студийный альбом американской панк-рок-группы Rise Against, вышедший в 2004 году. Это первый альбом группы на мейджор-лейбле.

## Запись
Siren Song of the Counter Culture был записан в канадских студиях Plumper Mountain Sound в городе Гибсонс провинции Британская Колумбия и в The Warehouse Studio в Ванкувере. Продюсером был Гарт Ричардсон.

## Релиз и реакция
Релиз был 9 августа - в Великобритании и 10 августа - в США, на лейбле Geffen Records, принадлежащем Universal Music Group. Альбом занял 136 позицию в чарте альбомов Billboard 200 и достиг первого места в чарте Top Heatseekers Mountain.

## Песни
Наиболее успешный сингл с альбома - «Swing Life Away». Он достиг 12 места в чарте Modern Rock Tracks. Синглы «Give It All» и «Life Less Frightening» попали соответственно на 37 и 33 места этого же чарта. Последний сингл, «Paper Wings», не смог повторить такого успеха.

## Список композиций
| №   | Название                                            | Длительность |
| --- | --------------------------------------------------- | ------------ |
| 1.  | «State of the Union»                                | 2:19         |
| 2.  | «The First Drop»                                    | 2:39         |
| 3.  | «Life Less Frightening»                             | 3:44         |
| 4.  | «Paper Wings»                                       | 3:43         |
| 5.  | «Blood to Bleed»                                    | 3:48         |
| 6.  | «To Them These Streets Belong»                      | 2:49         |
| 7.  | «Tip the Scales»                                    | 3:49         |
| 8.  | «Anywhere But Here»                                 | 3:38         |
| 9.  | «Give It All»                                       | 2:50         |
| 10. | «Dancing for Rain»                                  | 4:01         |
| 11. | «Swing Life Away»                                   | 3:20         |
| 12. | «Rumors of My Demise Have Been Greatly Exaggerated» | 4:14         |

### Бонус-треки
- «Obstructed View» —- 2:01 (на версии Special Edition)
- «Fix Me» —- 0:54 (Кавер на песню группы Black Flag - на японском издании)

## Появления в медиа
- «Paper Wings» появляется в саундтреке к видеоигре Burnout 3: Takedown.
- «Give It All» появляется в сборнике Rock Against Bush, Vol. 1. Её также можно услышать в видеоиграх Need For Speed: Underground 2, FlatOut 2, MX vs. ATV Unleashed,  WWE WrestleMania 21 и Rock Band 2[4].
- «Swing Life Away» представлена в сборнике Punk Goes Acoustic
- «Dancing for Rain» представлена в сборнике Atticus: ...dragging the lake, Vol. 3

## Участники записи
- Тим Макилрот — вокал, ритм-гитара
- Крис Чейс — гитара, бэк-вокал
- Джо Принсайп — бас-гитара, бэк-вокал
- Брэндон Барнс — ударные
- Эрик "Wilcard" Бонни — техник сцены
- Крис Криппен — техник барабанов
- Шепард Фэйри — обложка альбома
- Брайан Гэллант — инженер-ассистент
- Гарт Ричардсон — продюсер
- Рон Хэндлер — менеджер
- Нил Хеннесси — дополнительный бэк-вокал
- Лиза Джонсон — фотограф
- Бен Каплан — оцифровка
- Ричард Лейтон — гитарный техник
- Дин Мэер — инженер
- Грэм Мартин — менеджер-координатор
- Джон О'Мэхони — оцифровка
- Ли Робертсон — инженер-ассистент
- Стив Сиско — ассистент
- Скотт Тернан — инженер-ассистент
- Энди Уоллас — микширование